# Diocesi di Alès

Mappa della diocesi di Alès nel Settecento.

La diocesi di Alès (in latino: Dioecesis Alesiensis) è una sede soppressa della Chiesa cattolica.

## Territorio
La diocesi comprendeva parte della Linguadoca. Confinava a nord con la diocesi di Mende, a est con quella di Uzès, a sud con le diocesi di Montpellier e di Nîmes, e ad ovest con le diocesi di Lodève, di Vabres e di Rodez.
Sede vescovile era la città di Alès, nell'attuale dipartimento del Gard, dove fungeva da cattedrale la chiesa di San Giovanni Battista.
Nel 1744 la diocesi comprendeva 80 parrocchie, suddivise in 7 arcipreture: Alès, Anduze, Meyrueis, Lasalle, Saint-Hippolyte, Sumène e Le Vigan.
Nel XVIII secolo sulla diocesi insistevano due abbazie benedettine, Cendras e Saint-Pierre de Sauve, e un priorato cistercense, Saint-Etienne de Tornac. Nella città di Alès esisteva fin dal XIII secolo l'abbazia femminile di Santa Chiara.

## Storia
In epoca merovingia, nel territorio di Alès, era stata eretta la diocesi di Arisitum, che sopravvisse fino al VII secolo ed in seguito fu annessa alla diocesi di Nîmes.
Fino al 1629, Alès era stata una roccaforte degli Ugonotti che, in seguito alla pace di Alais, dovettero abbandonare la città. Per rafforzare e consolidare la presenza cattolica nel territorio, fu eretta la diocesi il 17 maggio 1694 con la bolla Animarum zelus di papa Innocenzo XII, ricavandone il territorio dalla diocesi di Nîmes. Era suffraganea dell'arcidiocesi di Narbona.
Fu nominato primo vescovo François Chevalier de Saulx, già vicario della diocesi di Nîmes, che fin dal 1687 era stato inviato per combattere l'eresia ed evangelizzare il territorio di Alès. Nel 1733 il vescovo Charles de Bannes d'Avejan fondò nella città episcopale un collegio ecclesiastico, che svolse anche la funzione di seminario.
La diocesi ebbe vita breve. Fu infatti soppressa in seguito al concordato con la bolla Qui Christi Domini di papa Pio VII del 29 novembre 1801 e il suo territorio incorporato in quello delle diocesi di Avignone e di Mende. Il 6 ottobre 1822 il territorio dell'antica sede di Alès entrò a far parte della ristabilita diocesi di Nîmes.
Dal 27 aprile 1877 i vescovi di Nîmes portano il titolo della soppressa diocesi di Alès.

## Cronotassi dei vescovi
- François Chevalier de Saulx † (17 maggio 1694 - ottobre 1712 deceduto)
- Louis François-Gabriel de Henin-Liétard † (28 aprile 1713 - 27 maggio 1720 nominato arcivescovo di Embrun)
- Charles de Bannes d'Avejan † (16 giugno 1721 - 23 maggio 1744 deceduto)
- Louis-François de Vivet de Montclus † (18 dicembre 1744 - 21 luglio 1755 deceduto)
- Jean-Louis du Buisson de Beauteville † (16 febbraio 1756 - 25 marzo 1776 deceduto)
- Pierre-Marie-Madeleine Cortois de Baloré † (20 maggio 1776 - 20 giugno 1784 dimesso)
- Louis-François de Bausset-Roquefort † (25 giugno 1784 - 1801 dimesso)